# Порденоне (художник)
Джованни Антонио де Саккис, прозванный по месту рождения Порденоне (итал. Giovanni Antonio de' Sacchis, detto il Pordenone; 1484, Порденоне — 13 января 1539, Феррара) — итальянский живописец эпохи Возрождения и начала маньеризма, родом из венецианской Террафермы («Tвёрдой земли») провинции Фриули на севере Италии. Поэтому его называли также фриуланским мастером.

## Биография
Джованни Антонио де Саккис родился в маленьком селении Кортичелли неподалёку от Порденоне во Фриули в итальянском регионе Фриули-Венеция-Джулия. Джорджо Вазари в своих Жизнеописаниях посвятил ему биографию, в которой назвал художника «самым редким и самым знаменитым в изобретении историй», но «его манера всегда оставалась жёсткой, резкой и сухой, и он так никогда и не смог ни смягчить её, ни сделать более нежной, несмотря на чистоту и тщательность исполнения. И происходило это, возможно, от того, что он добивался всякого рода рефлексов полусвета и теней, которые, сталкиваясь где-нибудь на самой середине той или иной рельефной формы, создавали такие неожиданные границы света и тени, что колорит всех его работ был всегда жёстким и неприятным, как он ни стремился тщательно подражать природе в своем искусстве. Рукой его выполнено много работ во многих местностях Фриули…». Однако Вазари присвоил ему имя «Джованни Антонио Личинио из Порденоне», породив тем самым путаницу с другим художником: Бернардино Личинио, которая разрешилась лишь в начале XX века.
Согласно одной из версий, Джованни Антонио отказался от имени де Саккис, поссорившись со своими братьями, один из которых ранил его в руку; тогда он назвал себя Реджилло или Де Реджилло (Regillo, De Regillo). Свои работы он подписывал иначе: «Антониус Портунаенсис» (Antonius Portunaensis) или «Де Портунаонис» (De Portunaonis). Он был посвящён в рыцари венгерским королем Иоанн I (Яном Запольским). Порденоне был учеником Пеллегрино да Сан-Даниэле, но наибольшее влияние на него оказал Джорджоне; история о том, что он был соучеником Тициана в мастерской Джованни Беллини не подтверждается документально.
В 1514—1515 годах Джованни Антонио де Саккис находился в Риме, где познакомился с творчеством Рафаэля и Микеланджело. Он работал в разных городах во Фриули, в Умбрии, во владениях семьи д’Альвиано, сеньоров Порденоне, в Венеции, где в 1528 году проиграл Тициану конкурс, объявленный между 1529 и 1530 годами на создание алтаря святого Петра Мученика для церкви Санти-Джованни-э-Паоло в Кремоне и Эмилии. В 1532 году он был в Генуе, работая над виллой дель Принчипи Андреа Дориа.
Жизнь его была столь же энергична и беспокойна, как и его искусство; он был трижды женат и был обвинен в суде в найме преступников для убийства своего брата, чтобы не делить наследство. Поэтому он вынужденно покинул Рим и отправился в путешествие по провинциям в поисках заработка. В 1520-е годы Порденоне расписывал соборы в Спилимберго и Кортемаджоре. В 1520—1521 годах в кафедральном соборе Кремоны им были выполнены наиболее масштабные из сохранившихся до настоящего времени работ. Фрески Кремоны были посвящены библейским темам; наиболее заметные из них: «Осмеяние Христа», «Путь на Голгофу» и «Оплакивание Христа»; все эти работы венчает огромная монументальная композиция «Распятие Христа».
В 1527 году живописец возвратился в Венецию. Он преуспел в искусстве портрета; одинаково хорошо владел фреской и живописью маслом. Он выполнил множество работ в разных местах Фриули, Кремоны и Венеции; одно время Порденоне поселился в Пьяченце, где находится одна из самых знаменитых его алтарных картин — «Святая Екатерина, спорящая с учителями в Александрии». Фигура святого Роха в росписи купола считается автопортретом художника.
Порденоне был приглашен ко двору герцогом Эрколе II д’Эсте Феррарским; здесь он по заказу герцога начал разрабатывать картоны для шпалер. Но вскоре после этого, в 1539 году, он скончался, не без подозрения в отравлении, совершённом Тицианом. На самом деле Порденоне умер при загадочных обстоятельствах. Тициан и Порденоне действительно были соперниками в последнее десятилетие творчества Порденоне. Заупокойную мессу отслужили в церкви Сан-Паоло, где художник предположительно и был похоронен.
Учеником Порденоне был Помпоний Амальтео, за которого вышла замуж его дочь Грациоза. Другими учениками были Бернардино Личинио и Джованни Мария Кальдерари.

## Творчество
Порденоне был пылким самоутверждающимся человеком, этому соответствует темпераментный, типично маньеристский экспрессивный стиль его живописи. Его формирование, по мнению Вазари, произошло под влиянием Джорджоне и, по мнению Карло Ридольфи, помимо его учителя Пеллегрино да Сан-Даниэле, наибольшее влияние на него оказали Андреа Мантенья, его знание гравюр Дюрера и других северных художников.

Стиль живописи Порденоне — экспрессивный, жёсткий, динамичный. Порденоне смело деформировал фигуры, использовал невероятные ракурсы, светотеневые контрасты, что шокировало даже ко многому привыкших венецианцев. Порденоне осуждали за проявление антиклассического, «варварского», «готического вкуса» и «отсутствие чувства меры». Тем не менее, напряжённый и нервозный стиль живописи Порденоне оказывал влияние на таких могучих венецианцев, как Тициан, Веронезе, Тинторетто и был предвестием расцвета «венецианского барокко»
В Риме Порденоне учился на шедеврах художников Высокого Возрождения, но ему не хватало подготовки в анатомическом рисовании. Как и Полидоро да Караваджо, он был одним из художников, которым часто заказывали роспись фасадов зданий. Ходили слухи, что сам Микеланджело одобрил роспись фасада одного дворца в 1527 году; эта роспись ныне известна только по предварительному рисунку.
Большая часть его произведений раннего периода была утрачена, когда Дворец дожей в Венеции был в значительной степени уничтожен пожарами в 1574 и 1577 годах. Сохранилось несколько циклов фресок, например, в соборе Кремоны, где изображённые им сцены насилия долго не повторялись вплоть до творчества Гойи. Другой цикл фресок Порденоне осуществил в Скуоле Гранде-делла-Карита в Венеции (ныне они хранятся в Галерее Академии).
В 1530-х годах противостояние Порденоне и Тициана оживило художественную сцену лагуны, закончившись маргинализацией художника, а после его смерти — молчанием о его творчестве со стороны венецианских писателей. Его более поздние работы сравнительно небрежны и поверхностны. Возможно, он оказал некоторое влияние на поздние работы Тициана и, более явно, на Тинторетто, который занял положение ведущего художника Венеции, а затем на зарождение стиля барокко.

## Галерея
- Убийство Святого мученика Петра. По мотиву картины Тициана. Между 1525 и 1528. Бумага, сепия, кисть, перо, белила. Уффици, Флоренция
- Милон, Терзаемый львом. Холст, масло. Музей Чикагского университета, США
- Бог-Отец и ангелы. Между 1529 и 1530. Фреска купола францисканской церкви Сантиссима Аннунциата в Кортемаджоре, Эмилия-Романья
- Пригвождение Христа к кресту. 1521. Фреска главного нефа собора в Кремоне, Ломбардия
- Распятие. Между 1520 и 1521. Фреска собора в Кремоне, Ломбардия
- Святые Мартин и Христофор. Между 1528 и 1529. Дерево, масло. Церковь Сан-Рокко, Венеция
- Noli me tangere (Не прикасайся ко Мне). 1524. Дерево, масло. Музей произведений искусства Собора Санта-Мария-Ассунта, Чивидале-дель-Фриули
- Святой евангелист Лука. Между 1535 и 1537. Дерево, масло. Музей изобразительных искусств, Будапешт